# تنالت
تَانَلْت أو تَنَلْت بلدة مغربية ومركز لكل من جماعة تانلت القروية وقيادة تانلت التابعتين لدائرة أيت باها، إقليم هشتوكة أيت بها، جهة سوس ماسة. تنتمي تانلت لمشيخة هشتوكة الصوابية. يقام في كل يوم أربعاء بتانلت سوق أسبوعي يتوافد إليه سكان الدواوير المجاورة. تقع جنوب شرق مدينة أكادير وتبعد عنها بحوالي 141 كم عبر الطريق المار من بيوكرا وأيت بها والصاعد عبر جبال أيت صواب.
تحتضن بلدة تانلت مدرسة تانلت العلمية، وهي من أهم مدارس التعليم العتيق بالمنطقة. وقد شهدت ازدهارا ابتداء من القرن الـ13 الهجري، كان سببه تَوَلِّي عدد من الفقهاء الكبار للمدرسة، أولهم الحاج محمد اليزيدي (توفي في 1283 هـ)، وأشهرهم السيد الحاج محمد الحبيب البوشواري (تـ 1397 هـ). ويتولاها ابتداء من شوال 1440 (2019 مـ) الفقيه السيد عبد الحميد أَكْنَزاي ألغاز.
ويعتبر سكان الجماعة القروية لتانلت من الأمازيغ المنحدرين من منخفضات وسهول سوس، بعض الدواوير بالجماعة تحمل نفس اسم دواوير بمنطقة اشتوكن.[بحاجة لمصدر]

## جماعة تانلت
أُحدِثت جماعة تانلت الواقعة في أقصى جنوب الإقليم والبالغة مساحتها 164 كم² في عام 1959 مـ، وذلك في أول تقسيم جماعي عرفه المغرب. بلغ عدد سكانها حسب إحصاء 2014 2،744 نسمة يشكلون 847 أسرة، وبذلك تكون كثافتها السكانية 17 نسمة/كم². شهدت الجماعة انخفاضا سكانيا كبيرا نسبته 22% في غضون عَقْدٍ من الزمان، فقد كان عدد سكانها حسب إحصاء 2004 يبلغ 3،536 نسمة. وقد سبقه انخفاض سكاني أكبر ما بين 1994 و2004 بلغت نسبته 27%، بعدما كان عدد السكان هو 4,868 نسمة. يترأس الجماعة في ولاية ثانية الحسن أُياسين المنحدر من أيت مُكال، وهو دوار مجاور لتانلت.
شهدت دواوير جماعة تانلت عملية التزويد بالكهرباء ما بين عامي 1999 و2011 في إطار برنامج الكهربة القروية الشاملة. فكان دوار أيت أمغار أول دواوير جماعة تانلت المُزوَّدة بالكهرباء (1999)، وإمِنتمللت آخرها (2011).

### دواوير الجماعة
تتكون الجماعة من 76 دوارا، عدد سكانها حسب إحصاء 2004 هو 3،536 يعيشون في 920 أسرة، مُوَزَّعين على أربع مَشْيَخاتٍ على الشكل التالي: 
مشيخة تُودمة (16): كفسيس، إغِرُزوتن، أكرضان، تزي ان بنون، أيت يفتن، القصبة، تزكة، أنَمر، أفَنتنزغت، إسلي، تكزن، تمزة، دار أمزيل، أُكوكن، فُساون، أزكر.
مشيخة هشتوكة (20): تِسي، تمدقرت، تمكرست، أيت إدير، تزيرت، تلمست، أسنر، أيت عثمان، إبغرادن، أيت الغاز، إخسَين، أيت سعيد أبو بكر، تانلت، أيت أمغار، توريرت، أورير، أيت مُكال، إمحِلن، أزور أنزي، أيت سعيد أهمو.
مشيخة إكِسل (15): تكَديرت، دُوَوج، تكشتريرت، تجكلت، أكرض أضاد، تزي ان تنغرت، تكزن، أسنتر، أيت وعزيز، تسي، تهمني، إفغل، لُضين، دَارورتان، أمَغوز.
مشيخة أيت يحيا (25): تيليلان، أزُران، تيارت، أكجكال، دُوضاد، أكني نتسافت، أسَكا، إخلوفن، إكرُوزغار، فُوكرض، تُمَدين، أنزك، مرو، تمضلوشت، أكني زكزاون، تزي نتكضا، إمسكرن، أمَالو، إغرم، أدخس، تكنتين، تِكِتار، أكَالنتين، تِيسُورا، إمِي نتملالت.

## قيادة تانلت
تنضوي تحت قيادة تانلت ثلاث جماعات قروية، وهي: جماعة تانلت وهي مركز القيادة، وجماعة أوكنز، وجماعة تَركة انتُشكة. في فاتح شتنبر 2022، تولى محمد هلال قيادة تانلت، خَلَفًا لمنير المسعودي الذي كان قائدا على تانلت منذ نونبر 2016.

## أحداث
في صيف 2019 مـ، اندلع حريق محدود في الغطاء النباتي لجماعة تانلت قرب دُوَّارَي أَسْنَر وتمدّقّرت.
شهد تراب قيادة تانلت في أواخر فبراير 2020 مـ مواجهات بين السكان المحليين والرعاة الرحل.

## هوامش
1. ↑  تكتب خطأً تنالت.
2. ↑  هو الرسم القديم لبلدة تانلت